# Swanee
Swanee est une chanson écrite par George Gershwin (musique) et Irving Caesar (qui a mis ses paroles sur la musique de Gershwin) et initialement parue dans la revue musicale Demi-Tasse, qui a été créée au Capitol Theater à New York en octobre 1919,. La chanson a été créée sur scène par la chanteuse peu connue Muriel De Forrest, qui jouait dans cette production originale

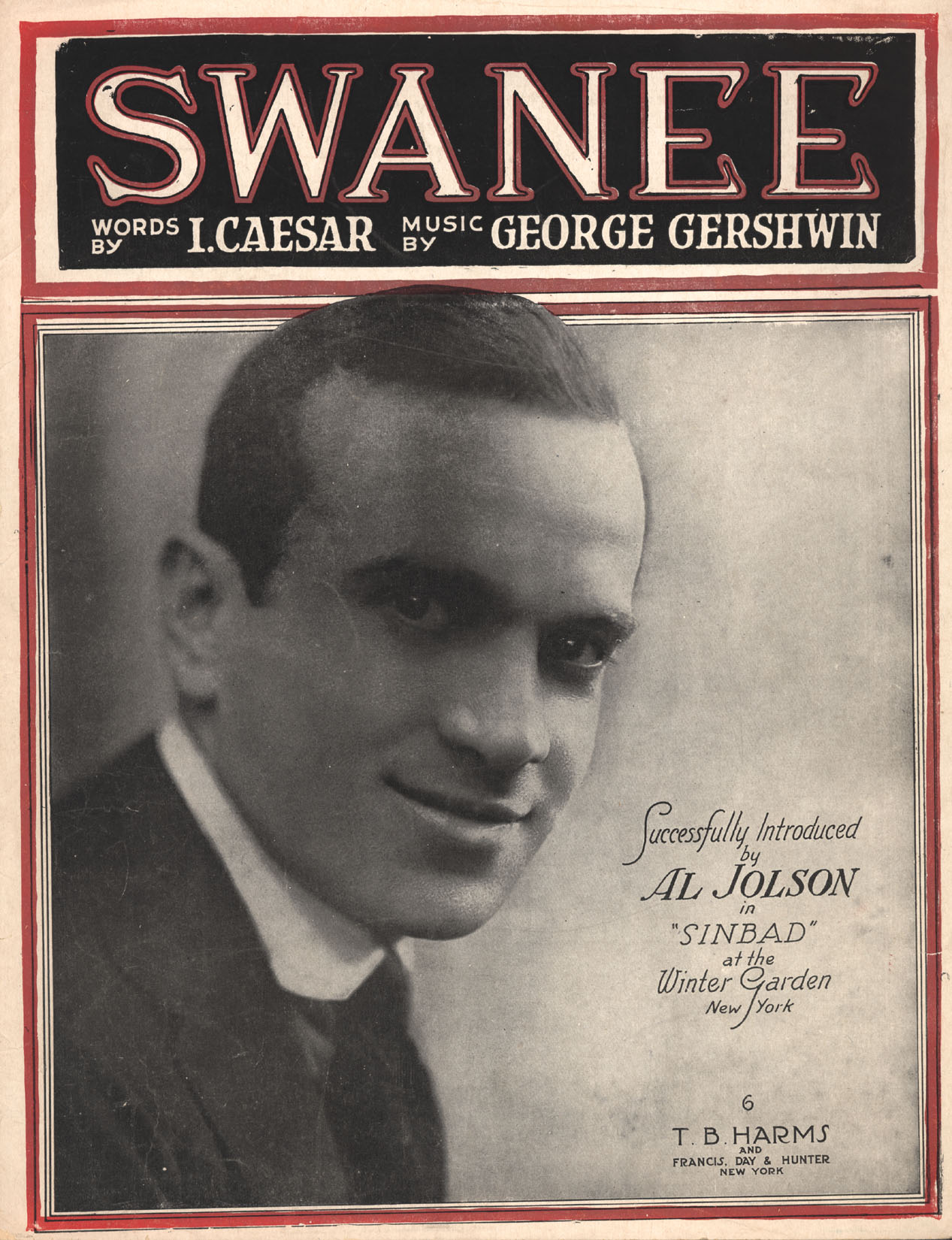
cover en papier de la musique avec une photo du chanteur Al Jolson

La chanson n'était pas écrite spécifiquement pour cette revue. C'était l’idée d'Irving Caesar d’écrire un one-step (une chanson avec un rythme optimiste) dont l'action se déroulerait aux Etats-Unis (spécifiquement dans le Sud des Etats-Unis),. Comme le rappelait Gershwin, ils avaient écrit la chanson en moins d'une heure (ou même en moins d'une demi-heure) dans l'appartement de Gershwin à Washington Heights,. 
Six semaines après la première de Demi-Tasse, la chanson a été entendue par Al Jolson (quand Gershwin l'a jouée pour lui lors d'une soirée dans un bordel) qui l'a prise dans sa comédie musicale Sinbad. Cette comédie musicale a été créée à Broadway en décembre 1919. Jolson a également enregistré cette chanson, en janvier 1920, et l'a sortie en disque. Elle est devenue un énorme succès,.